# 리피트-이쉬타르
리피트이쉬타르(Lipit-Eshtar)는 이신 1왕조의 5번째 왕(재위: 1934 ~1924 BC)이었다. 약간의 문서와 왕실 문헌이 남았다. 그러나 그는 주로 그를 존경하여 쓰인 수메르어로 hymn과 그의 이름을 채용하여 쓰인 법전으로 알려져 있으며(유명한 함무라비 법전보다 200년 앞섰다.),그의 사후 수백 년 동안 학교 교육에 사용되었다.

## 리피트 이쉬타르 법전
1. 만약 어떤이가 다른이의 과수원에 들어갔다가 도둑으로 잡히면 은 10셰켈을 물어 야한다.
2. 만약 어떤이가 다른이의 정원내의 나무를 자르면 은 0.5미나를 지불해야 한다.
3. 만약 어떤이가 부인과 결혼을 하고 그녀가 아이를 낳고 같이 사는데, 노예가 주인을 위해 아이를 낳았지만 그의 아버지가 노예와 그녀의 아이에게 자유를 주면, 노예의 아이들은 그들의 이전 주인의 아이들과 재산을 나누어 가지지 않을 것이다.
4. 만약 어떤이의 아내가 아이를 낳지는 않고 매춘부가 그의 아이를 낳으면 그는 그녀에게 곡식과 기름 그리고 옷을 제공할 것이다. 매춘부가 낳은 아이는 그의 상속자가 될 것이며 그의 부인이 살아 있으면 그녀는 부인과 같이 살지 않을 것이다.
5. 만약 어떤이의 집옆의 다른이의 공터가 버려져 있었고 집주인이 그 땅의 주인에게 "당신의 땅이 버려져 있어 어떤이가 우리집으로 침입한다."라고 말하게 되면 이 합의는 그에 의해 확인되었고 공터의 소유자는 집주인의 잃어버린 것을 찾아 줄 것이다.
6. 만약 어떤이가 황소를 빌려 그 눈을 다치면 그 가격의 반을 지불해야 한다.
7. 만약 어떤이가 황소를 빌려 코고리에 부상이 되면 그는 그 값의 1/3을 지불해야 한다.
8. 만약 어떤이가 황소를 빌려 뿔을 부러뜨리면 그는 그 값의 1/4을 지불할 것이다.
9. 만약 어떤이가 황소를 빌려 그 꼬리를 상해했으면 그는 그 값의 1/4을 지불할 것이다.

## 같이 보기
- 이신 (메소포타미아)
- 수메르
- 아모리인
- 설형문자 법